# Мейерс, Боб
Ро́берт Ро́дерик (Боб) Ме́йерс (англ. Robert Roderick (Bob) Meyers, 11 августа 1924, Эдмонтон, Канада, Великобритания — 22 марта 2014, Эдмонтон, Канада) — канадский хоккеист, защитник. Олимпийский чемпион 1952 года, чемпион мира 1952 года.

## Биография
Джек Дэвис родился 14 июля 1928 года в канадском городе Эдмонтон.
В 1939—1945 годах служил в южной части Тихого океана в составе королевских ВВС Канады в качестве хвостового стрелка.
Играл в хоккей с шайбой на позиции защитника. Выступал за любительскую команду «Эдмонтон Меркьюриз».
В 1952 году вошёл в состав сборной Канады по хоккею с шайбой на зимних Олимпийских играх в Осло и завоевал золотую медаль. Играл на позиции защитника, провёл 2 матча, забросил 2 шайбы в ворота сборной Финляндии. По итогам олимпийского турнира также получил золотую медаль чемпионата мира.
Впоследствии занимался кёрлингом. В 1963 году играл за команду канадского королевского легиона, выигрывавшую провинциальные и национальные титулы.
До 1989 года работал в Waterloo Motors, после чего вышел на пенсию.
Умер 22 марта 2014 года в Эдмонтоне.

## Семья
Жена Боба Мейерса Роуз в 1952 году сопровождала сборную Канады на зимние Олимпийские игры в Осло и вела альбом, в котором запечатлено их выступление, а также последующее трёхмесячное турне по Европе.

## Память
В 1968 году в составе сборной Канады, выигравшей зимние Олимпийские игры 1952 года, введён в Зал спортивной славы Альберты.